# Missio canonica

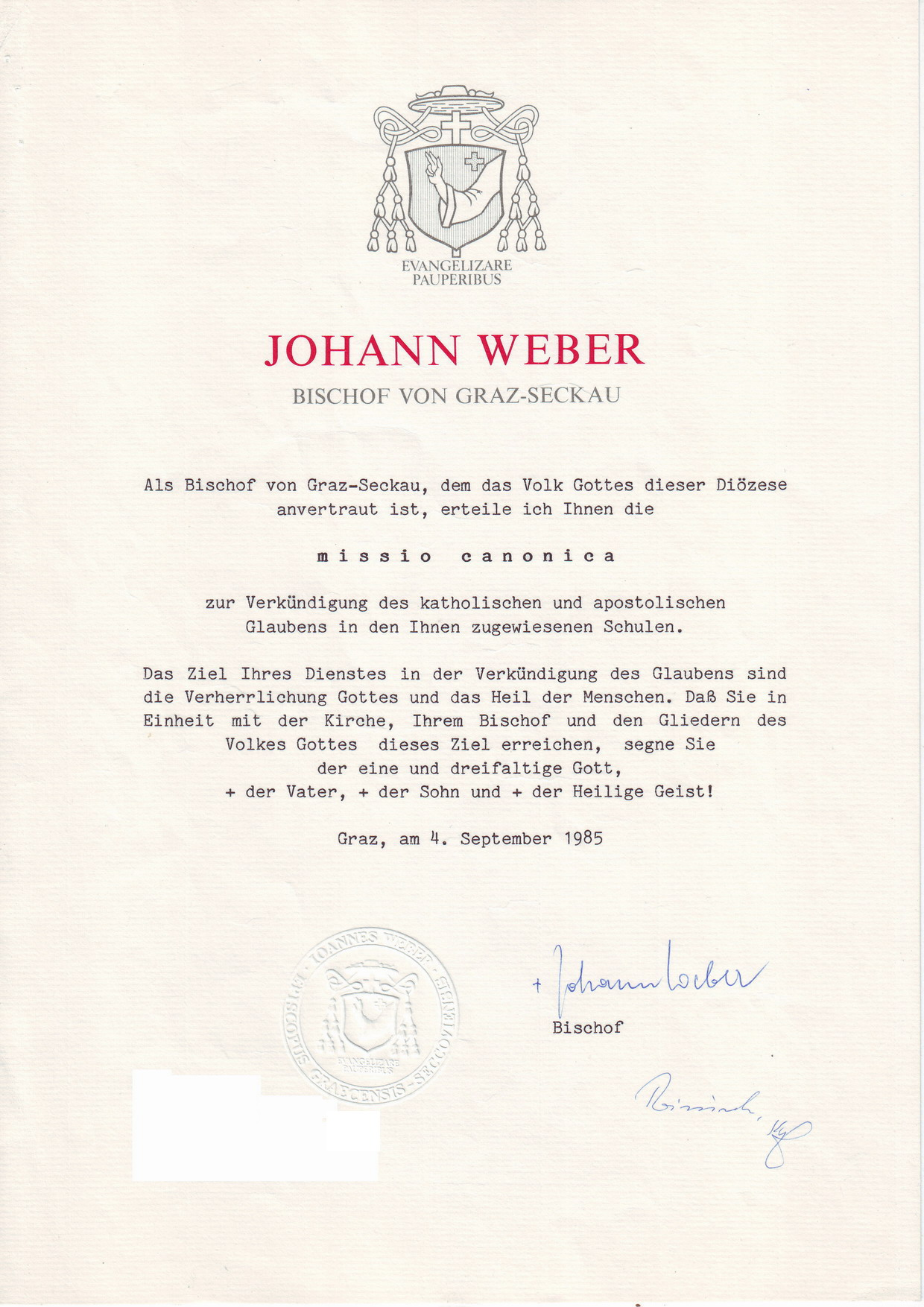
Beispiel einer Missio canonica für den Dienst im Religionsunterricht, ausgestellt von Johann Weber, Diözesanbischof der Diözese Graz-Seckau, 4. September 1985

Die Missio canonica (auch: kirchliche Beauftragung) ist in der römisch-katholischen Kirche die Beauftragung mit Verkündigungs- und Lehraufgaben – spezifisch insbesondere zum einen der Seelsorgeauftrag für einen Priester, zum anderen die Erlaubnis zur Lehrbeauftragung als katholischer Religionslehrer an Schulen oder als Hochschullehrer an theologischen Fakultäten.

## Sinn und Inhalt
Die Missio canonica ist im CIC can. 805 geregelt. Sie wird verbunden mit einer Unbedenklichkeitserklärung, dem sogenannten Nihil obstat, von der jeweils zuständigen kirchlichen Instanz erteilt.
Mit dem Antrag auf Erteilung der Missio canonica gibt der Religionslehrer das Versprechen ab, den Religionsunterricht in Übereinstimmung mit der Lehre der katholischen Kirche zu erteilen. Gemäß dem Beschluss der Synode der deutschen Bistümer von 1974 gilt für die Religionslehrkraft, dass sie „in der persönlichen Lebensführung die Grundsätze der Lehre der katholischen Kirche“ beachtet. Erwartet wird die auf Taufe und Firmung gründende Bereitschaft, den schulischen Dienst in christlicher Verantwortung zu übernehmen. Bei Verheirateten wird die kirchliche Eheschließung und die katholische Taufe der Kinder vorausgesetzt. Während des Vorbereitungsdienstes (Referendariat) wird auf Antrag eine vorläufige Unterrichtserlaubnis erteilt. Bei Kirchenaustritt wird die Missio canonica entzogen.
Fällt der Inhaber der Missio canonica vom Glauben ab und verbreitet entgegen seinem Versprechen eine Lehre, die nicht mit der der römisch-katholischen Kirche übereinstimmt (Häresie), so wird ihm – nach einem entsprechenden Lehrbeanstandungsverfahren – vom zuständigen Bischof die Missio canonica entzogen.
Der pastorale Dienst eines Gemeindereferenten ist ein Kirchenamt i. S. v. can. 145 CIC und bedarf nach can. 228 § 1 CIC der missio canonica. Es handelt sich bei der Tätigkeit einer Gemeindereferentin nicht um einen nur vorübergehend eingerichteten Dienst, ein bloßes „munus“, sondern um einen ständigen Dienst zur Erfüllung eines geistlichen Zwecks. Er muss nach can. 145 § 1 CIC durch eine zuständige Autorität übertragen werden und ermächtigt den Berufenen zum Handeln im Namen der Kirche. Der bischöfliche Auftrag hebt die Tätigkeit eines Gemeindereferenten über die einem jeden Katholiken eingeräumte Fähigkeit heraus.
Mit dem Entzug der kanonischen Beauftragung fehlt einem Gemeindereferenten dauerhaft die Befähigung für die vertraglich vereinbarte Tätigkeit einer Gemeindereferentin. Damit entfällt der Arbeitsplatz als Gemeindereferent und es kommt je nach den konkreten Umständen eine personenbedingte Änderungskündigung oder eine Beendigungskündigung in Betracht. Diese können nach dem staatlichen Kündigungsschutzrecht (§ 1 KSchG bzw. § 2 KSchG) von den staatlichen Gericht für Arbeitssachen auf ihre Wirksamkeit geprüft werden, wenn sich – wie im Regelfall – das betreffende Bistum der Privatautonomie bedient, um Arbeitsverhältnisse zu begründen.
2022 änderten erste der 27 Bistümer in Deutschland wie beispielsweise Bistum Hildesheim, Bistum Limburg oder Bistum Osnabrück ihr Kirchenarbeitsrecht, wonach Intimsphäre und Beziehungsleben keine rechtliche Rolle bei Einstellung oder Kündigung spielen.
Im März 2023 veröffentlichte die Deutsche Bischofskonferenz (DBK) die neue Musterordnung für die Erteilung der Missio canonica. Persönliche Lebenssituation, sexuelle Orientierung und geschlechtliche Identität sollen künftig für die Erteilung der katholischen Unterrichtserlaubnis keine Rolle mehr spielen.